# Красилівська сільська рада (Козелецький район)
Краси́лівська сільська́ ра́да — адміністративно-територіальна одиниця та орган місцевого самоврядування в Козелецькому районі Чернігівської області. Адміністративний центр — село Красилівка.

## Загальні відомості
- Населення ради: 1 007 осіб (станом на 2001 рік)

## Населені пункти
Сільській раді були підпорядковані населені пункти:
- с. Красилівка
- с. Шпаків

## Склад ради
Рада складалася з 14 депутатів та голови.
- Голова ради: Коваленко Олександр Вікторович
- Секретар ради: Висоцька Алла Володимирівна

### Керівний склад попередніх скликань
| Прізвище, ім'я, по батькові    | Основні відомості                                                                       | Дата обрання | Дата звільнення |
| ------------------------------ | --------------------------------------------------------------------------------------- | ------------ | --------------- |
| Бронзов Сергій Володимирович   | Сільський голова, 1953 року народження                                                  | 26.03.2006   | 15.09.2010      |
| Донець Микола Миколайович      | Сільський голова, 1978 року народження, освіта середня спеціальна, член Партії регіонів | 31.10.2010   | 11.12.2011      |
| Коваленко Олександр Вікторович | Сільський голова, 1971 року народження, освіта вища, член Комуністичної партії України  | 11.12.2011   |                 |

Примітка: таблиця складена за даними сайту Верховної Ради України

### Депутати
За результатами місцевих виборів 2010 року депутатами ради стали:

#### За суб'єктами висування
| Суб'єкт висування                                       | Кількість обраних депутатів | %    |
| ------------------------------------------------------- | --------------------------- | ---- |
| Партія регіонів                                         | 4                           | 28,6 |
| Комуністична партія України                             | 2                           | 14,3 |
| Народна партія                                          | 2                           | 14,3 |
| Політична партія Всеукраїнське об'єднання «Батьківщина» | 2                           | 14,3 |
| Політична партія «Сильна Україна»                       | 2                           | 14,3 |
| Самовисування                                           | 1                           | 7,1  |
| Соціалістична партія України                            | 1                           | 7,1  |

#### За округами
| № округу                                                | Прізвище, ім'я, по батькові | Дата визнання обраним | Освіта             | Партійна приналежність                        | Відомості про обраного депутата                   |
| ------------------------------------------------------- | --------------------------- | --------------------- | ------------------ | --------------------------------------------- | ------------------------------------------------- |
| Комуністична партія України                             |                             |                       |                    |                                               |                                                   |
| 6                                                       | Іртач Інна Григорівна       | 02.11.2010            | середня            | позапартійна                                  | магазин «Вікторія», продавець                     |
| 13                                                      | Прокопенко Ганна Миколаївна | 02.11.2010            | середня спеціальна | позапартійна                                  | Красилівська сільська рада, землевпорядник        |
| Народна Партія                                          |                             |                       |                    |                                               |                                                   |
| 2                                                       | Крамаренко Іван Федорович   | 02.11.2010            | вища               | член Комуністичної партії України             | пенсіонер                                         |
| 4                                                       | Летченко Надія Миколаївна   | 02.11.2010            | середня спеціальна | позапартійна                                  | ПОСП ім. Щорса, зоотехнік                         |
| Партія регіонів                                         |                             |                       |                    |                                               |                                                   |
| 7                                                       | Никоненко Ольга Михайлівна  | 02.11.2010            | середня            | позапартійна                                  | Красилівське відділення зв"язку, листоноша        |
| 8                                                       | Пилипенко Надія Миколаївна  | 02.11.2010            | середня спеціальна | позапартійна                                  | Красилівський будинок культури, директор          |
| 12                                                      | Никоненко Надія Дмитрівна   | 02.11.2010            | середня спеціальна | позапартійна                                  | пенсіонер                                         |
| 14                                                      | Лазар Ірина Григорівна      | 02.11.2010            | середня спеціальна | позапартійна                                  | Красилівське відділення зв"язку, листоноша        |
| Політична партія Всеукраїнське об'єднання «Батьківщина» |                             |                       |                    |                                               |                                                   |
| 3                                                       | Новицький Іван Степанович   | 02.11.2010            | вища               | член Комуністичної партії України             | пенсіонер                                         |
| 10                                                      | Лелюк Віра Миколаївна       | 02.11.2010            | вища               | позапартійна                                  | Красилівська сільська рада, бухгалтер             |
| Політична партія «Сильна Україна»                       |                             |                       |                    |                                               |                                                   |
| 5                                                       | Висоцька Алла Володимирівна | 02.11.2010            | вища               | член Всеукраїнського об'єднання «Батьківщина» | Красилівська сільська рада, секретар              |
| 9                                                       | Безкровна Раїса Василівна   | 02.11.2010            | середня            | позапартійна                                  | Красилівський будинок культури, художній керівник |
| Соціалістична партія України                            |                             |                       |                    |                                               |                                                   |
| 1                                                       | Лелюк Микола Васильович     | 02.11.2010            | середня спеціальна | позапартійний                                 | пенсіонер                                         |
| Самовисування                                           |                             |                       |                    |                                               |                                                   |
| 11                                                      | Коробко Людмила Михайлівна  | 02.07.2012            | вища               | член Комуністичної партії України             | Красилівська ЗОШ I–III ст., заступник директора   |